# Мая (река)
Вижте пояснителната страница за други значения на Мая.
Ма̀я (на якутски: Маайа) е голяма река в Азиатската част на Русия, Източен Сибир, Хабаровски край (874 km) и Република Якутия (Саха) (179 km), десен приток на Алдан. Дължината ѝ е 1053 km, която ѝ отрежда 44-то място по дължина сред реките на Русия. Със съставящата я река Лява Мая 1087 km.
Река Мая се образува от слеването на реките Лява Мая (34 km) и Дясна Мая (27 km) в централната част на Юдомо-Майската планинска земя, на 646 m н.в., в северната част на Хабаровски край. На протежение от 870 km река Мая тече в пределите на Юдомо-Майската планинска земя, а последните 180 km в крайната източна част на Лено-Алданското плато (източната част на Приленското плато). Първите 523 km генералното направление на реката е в южна посока, следващите 51 km – в западна посока, а последните 479 km – в северна посока. Дължината на реката е 1053 km, а разстоянието по права линия от извора до устието е само 264 km. В горното и средно течение долината на Мая е широка и заблатена, а между устията на Маймакан и Юдома – тясна и дълбока. След излизането си на Лено-Алданското плато долината ѝ се разширява, появява се обширна заливна тераса, по която Мая силно меандрира. Наклонът на реката от горното към долното течение се изменя от 1,5 до 0,2‰. Влива отдясно в река Алдан, при нейния 845 km, на 167 m н.в., при посьолок Уст Мая, Република Якутия (Саха).
Водосборният басейн на Мая има площ от 171 хил. km2, което представлява 23,46% от водосборния басейн на река Алдан и се простира в югоизточната част на Република Якутия (Саха) и северната част на Хабаровски край. В басейна на реката има 9975 малки езера с обща площ от 319 km2.
Границите на водосборния басейн на реката са следните:
- на запад – водосборните басейни на реките Тири, Аллах-Юн, Дянда, Учур и други по-малки, десни притоци на Алдан;
- на север – водосборния басейн на река Индигирка, вливаща се в Източносибирско море;
- на изток и юг – водосборните басейни на реките Охота, Урак, Уля, Уда и други по-малки, вливащи се в Охотско море.

Река Мая получава 452 притока с дължина над 10 km, като 13 от тях са с дължина над 100 km:
- 914 → Мати 167 / 3530, Хабаровски край
- 822 → Нудими 123 / 2770, Хабаровски край
- 782 ← Мурамня 128 / 1130, Хабаровски край
- 776 → Иникан 112 / 1100, Хабаровски край
- 573 → Северен Уй 233 / 18200, Хабаровски край
- 522 → Батомга 246 / 7830, при село Джигда, Хабаровски край
- 479 → Маймакан 421 / 18900, Хабаровски край
- 407 ← Ляки 152 / 2540, Хабаровски край
- 355 ← Ингили 171 / 2720, Хабаровски край
- 275 → Аим 395 / 9080, при село Аим, Хабаровски край
- 179 ← Юдома 765 / 43700, при село Уст Юдома, Република Якутия (Саха)
- 90 → Чабда 164 / 4700, при мет.ст. Чабда, Република Якутия (Саха)
- 64 ← У-Юрях 142 / 3940, Република Якутия (Саха)

Подхранването на реката е смесено, като дъждовното с малко превишава снежното. Режимът на оттока се характеризира с високо пролетно пълноводие (от май до юли) и епизодични, но много високи летни прииждания в резултат на проливни дъждове. Най-пълноводен е месен юни. Среден годишен отток при мет.ст. Чабда (на 88 km от устието) 1190 m3/s, което като обем се равнява на 37,558 km3/год, максимален 13400 m3/s, есенен 435 m3/s, зимен 15 m3/s. Ледовете по течението на Мая започват да се появяват в началото на октомври и до края на месеца реката замръзва. Замръзването продължава около 220 дни. Окончателно се размразява през третата десетдневка на май.
Средномесечен отток на река Мая (в m3/s) при мет.ст. Чабда (на 88 km от устието) от 1935 до 1999 г.
По течението на реката са разположени пет постоянни населени места (села): Хабаровски край – Нелкан, Джигда и Аим; Република Якутия (Саха) – Уст Мая и Новий Чай. Срещу устието на реката, на левия бряг на река Алдан се намира посьолок Уст Мая.
Река Мая е плавателна на 547 km от устието си до село Нелкан, Хабаровски край.
През май и юни 1639 руският първопроходец Иван Москвитин с отряд от 30 души се изкачва нагоре по Мая и по левият ѝ приток Северен Уй, преодолява хребета Джугджур и по река Уля се спуска до Охотско море. Седем години по-късно, през 1646 г. друг руски първопроходец Василий Поярков при завръщането си от пътешествието до река Амур повтаря пътуването на Москвитин, но в обратна посока. В резултат на тези две първи пътешествия е открито и опознато почти цялото течение на голямата река и през цялата втора половина на ХVІ в. по течението на Мая преминава основният маршрут на руските търговци на ценни животински кожи от Якутск към Охотско море и обратно.